# 순귀비 이르건기오로씨
순귀비 이르건기오로씨 (循貴妃 伊爾根覺羅氏, 1758년 ~ 1797년)는 조가씨(趙佳氏)라고도 하며, 만주양람기 기인, 양광총독 계림의 딸이자, 총독 학년의 손녀이자, 시랑 춘산의 증손녀이자, 건륭제의 귀비이다.

## 생애
건륭 23년 9월 28일에 태어났다.
건륭 41년 (1776년). 재외팔기군 수녀 선발에 뽑혀 궁으로 들어왔다. 원래는 귀인으로 책봉되었다. 이르건기오로씨는 사은절을 올린 뒤, 건륭제가 빈으로 진봉해주자, 다른 사은절을 올리게 된다. 그해 11월 14일에 순빈으로 봉해지고, 순빈의 물품을 받았고, 11월 18일에 입궁하였다. 순(循)이라는 봉호는 만주어로는 「jlungga」에서 따왔고, 온화하다는 뜻을 갖고있다. 그래서 궁중 문서에서는 주륭아빈(珠隆阿嬪)이라고도 기록되어있다.
건륭 44년 (1780년) 10월에 순빈 책봉례를 행했다. 그해 12월 6일, 아버지인 총독 계림이 병사하자, 건륭제는 은 3백냥을 내려 위로하였다. 순빈의 병이 깊었었는데, 순빈의 맥을 보면 간화화(肝火化)가 주요 원인임을 알 수 있다. 그녀의 목 왼쪽 폐병과 기침도 이 때문이다. 비록 태이는 청간양영(清肝養榮), 소간해울제법(疏肝解郁諸法)을 사용했지만, 모두 큰 효과가 없다. 태의가 치료 능력이 없어서가 아니라 순빈의 몸이 너무 좋지 않았기 때문이다.
건륭 59년 (1794년) 12월, 정식으로 순비 책봉례가 행해졌다.
가경 2년 (1797년) 9월 17일, 순비의 40살 천추경이 행해졌다. 건륭제가 천추에 하사한 물건은, 이미 5월에 하사하였다. 건륭제는 경사방을 불러 건청궁을 총지위하는 등 죄를 스리도록 했다. 그해 11월 24일, 이르건기오로씨는 폐결핵으로 사망하였다. 그 후에 건륭제가 정식으로 귀비로 추증했다는 기록이 있다.《昌瑞山万年统志》, 《清皇室四谱》 등 청궁 문서에는 모두 귀비라고 불렀는데 이유는 알 수 없다.
가경 4년 9월 11일, 귀비의 금관은 유릉비원침에 묻혔다.

## 가족
순귀비의 가문은 원래 아쿠리 지방에 있었는데, 후궁 책문을 따라 '율자명가(毓自名家)'라고 하였다.
|        | 이름   | 배우자                       | 비고 |
| ------ | ------ | ---------------------------- | --- |
| 9대조  | 호성액 |                              | 현손둔은 호균교. 4대손 두카스는 박사, 5대손 하이세이는 호령정, 만도 공부상서, 콰주 6대손 예주는 호군교, 동태는 전임낭중, 7대손 타뉴는 좌령, 명보는 원외랑을 역임 |
| 증조부 | 춘산   |                              | 호성액의 6대손. 강희 51년 진사, 한림원 서길사, 내각학사 겸 예부시랑. 좌령을 거쳐 성경 병부시랑에 이르렀다. |
| 조부   | 학년   |                              | 건륭 원년 진사에 합격, 서길사로 뽑혔고, 좌령, 내각학사 광동 순무, 산동 순무, 양광총독, 등을 지냈으며, 건륭 22년에 사망. 태자 태보, 병부상서계를 증여하고 현량사에 입사하였다. |
| 부     | 계림   |                              | 일찍이 곡식 출신으로, 산시성 안찰사, 호부시랑, 사천총독을 지냈음 군대에서 매일 술을 마시고 즐기다가 청나라 군대의 전손이 되어 적수이려를 당함. 건륭 38년 7월, 삼등 시위계급을 받고, 군대에 명령을 받들어 군량미 수송을 감독. 건륭 40년, 일등 시위대를 맡겼다가, 사천제독에게 서임하고, 다시 양광으로 전임되어 병졸 |
| 고모   |        | 선봉 참령 종실 선록의 적복진 | 고퇴 5품관 말이숭아의 장남, 화석혜헌간친왕 푸라타의 현손. |
| 자매   |        | 게하라샤르의 옥경지의 계처   | 협판대학사 린닝의 장남. |

## 같이 보기
- 입팔분공